# Jozef Haspra
Jozef Haspra (* 4. dubna 1940) je bývalý československý fotbalista, obránce.

## Fotbalová kariéra
V československé lize hrál za RH Brno, Spartak ZJŠ Brno a Baník Ostrava. Nastoupil v 55 ligových utkáních a dal 7 ligových gólů. V Poháru UEFA nastoupil v 1 utkání.

## Ligová bilance
| Ročník                                   | Zápasy | Góly | Klub             |
| ---------------------------------------- | ------ | ---- | ---------------- |
| 1. československá fotbalová liga 1960/61 | 10     | 1    | RH Brno          |
| 1. československá fotbalová liga 1962/63 | 3      | 0    | Spartak ZJŠ Brno |
| 1. československá fotbalová liga 1963/64 | 1      | 0    | Spartak ZJŠ Brno |
| 1. československá fotbalová liga 1965/66 | 13     | 3    | Baník Ostrava    |
| 1. československá fotbalová liga 1967/68 | 18     | 3    | Baník Ostrava    |
| 1. československá fotbalová liga 1968/69 | 3      | 0    | Baník Ostrava    |
| 1. československá fotbalová liga 1969/70 | 5      | 0    | Baník Ostrava    |
| CELKEM                                   | 55-    | 7    |                  |